# هرتسگ‌کوت
هرتسگ‌کوت (به مجاری:  Hercegkút) یک منطقهٔ مسکونی در مجارستان است که در ناحیه شاروش‌پاتاک واقع شده‌است.